# شيرمان تشونغ
شيرمان تشونغ (بالصينية: 鍾舒漫) هي مغنية وممثلة صينية، ولدت في 20 يونيو 1984 في هونغ كونغ البريطانية في المملكة المتحدة.

## وصلات خارجية
- الموقع الرسمي
- شيرمان تشونغ على موقع IMDb (الإنجليزية)
- شيرمان تشونغ على موقع ميوزك برينز (الإنجليزية)
- شيرمان تشونغ على موقع قاعدة بيانات الفيلم (الإنجليزية)